# Avenue Georges-Pompidou (Toulouse)
Pour les articles homonymes, voir Avenue Georges-Pompidou.
L'avenue Georges-Pompidou (en occitan : avenguda Jòrdi Pompidor) est une voie de Toulouse, chef-lieu de la région Occitanie, dans le Midi de la France.

## Situation et accès

### Description
L'avenue Georges-Pompidou est une voie publique. Elle relie les quartiers Marengo et Jolimont dans le secteur 4 - Est.
Elle naît au carrefour du boulevard de Marengo et de la place de l'Ordre-National-du-Mérite, dans le prolongement du principal axe nord-est de la ville qui depuis la place du Président-Thomas-Woodrow-Wilson, à la limite du centre historique de la ville, se prolonge par les allées du Président-Franklin-Roosevelt, Jean-Jaurès et Jacques-Chaban-Delmas. Longue de 404 mètres, rectiligne et d'une largeur de 29 mètres, elle s'élève rapidement en suivant le coteau de la butte du Calvinet, passant d'une altitude de 153 à 166 mètres, avec une pente moyenne de 3 %. Elle donne naissance, au sud, à la rue du Dôme et à la rue Félix-Lavit et, au nord, à la rue du Libre-Échange. Elle se termine au carrefour de la rue Urbain-Le Verrier et est prolongée au nord-est par l'avenue Léon-Blum et l'avenue Yves-Brunaud, qui aboutit à la place de la Roseraie.
La chaussée compte, du côté pair, c'est-à-dire dans le sens « montant », deux voies de circulation automobile longées par une bande cyclable et, du côté impair, c'est-à-dire dans le sens « descendant », deux voies de circulation automobile, celle de droite étant une voie réservée et partagée par les transports en commun et les cyclistes.
L'avenue Georges-Pompidou correspond à une partie de l'ancienne route nationale 112, qui allait de Toulouse à Agde. En 1973, la route est en partie déclassée et la nouvelle avenue entre dans le domaine communal.

### Voies rencontrées
L'avenue Georges-Pompidou rencontre les voies suivantes, dans l'ordre des numéros croissants (« g » indique que la rue se situe à gauche, « d » à droite) :
1. Boulevard de Marengo
2. Rue du Dôme (d)
3. Rue Félix-Lavit (d)
4. Rue du Libre-Échange (g)
5. Rue Urbain-Le Verrier (d)
6. Avenue Léon-Blum (g)
7. Rue Léon-Jouhaux (d)

### Transports
L'avenue Georges-Pompidou se trouve à proximité immédiate de la station de métro Marengo – SNCF, sur la ligne , près de laquelle marquent également l'arrêt les lignes du Linéo L8 et du bus 14. Au nord se trouve également la station Jolimont, sur la même ligne de métro, ainsi que le terminus de la ligne de bus 37.
Il existe plusieurs stations de vélos en libre-service VélôToulouse à proximité immédiate de l'avenue Georges-Pompidou : les stations no 5 (face 5 rue René-Leduc) et no 251 (26 avenue Léon-Blum). Cette dernière, située sur la pente de la butte du Calvinet, est depuis 2017 considérée comme une station Bonus, qui permet de cumuler du temps supplémentaire pour les abonnés qui y ramènent leur vélo.

## Odonymie

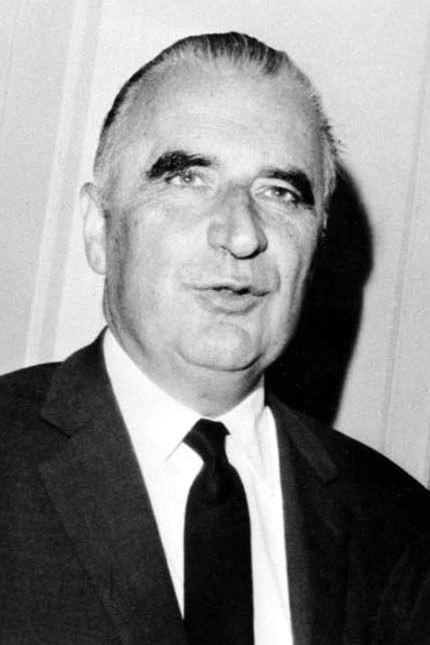
Georges Pompidou, le 21 juin 1969.

L'avenue porte le nom de Georges Pompidou (1911-1974), président de la République française de 1969 à 1974. Le lendemain de sa mort, le maire de Toulouse, Pierre Baudis, souhaita que son nom soit donné à l'allée Marengo qui symboliquement se trouvait dans le prolongement des allées Jean-Jaurès et de l'avenue Léon-Blum. Georges Pompidou avait d'ailleurs des liens avec la ville-même de Toulouse, puisqu'il avait été élève en première supérieure au lycée de garçons (actuel lycée Pierre-de-Fermat) entre 1928 et 1929.
C'était, avant cette date, l'allée Marengo : cette appellation rappelle le souvenir de la bataille de Marengo, victoire remportée en 1800 par Napoléon Bonaparte sur les forces du Saint-Empire germanique près du village de Marengo, dans le Piémont.

## Patrimoine et lieux d'intérêt

### Parc Félix-Lavit

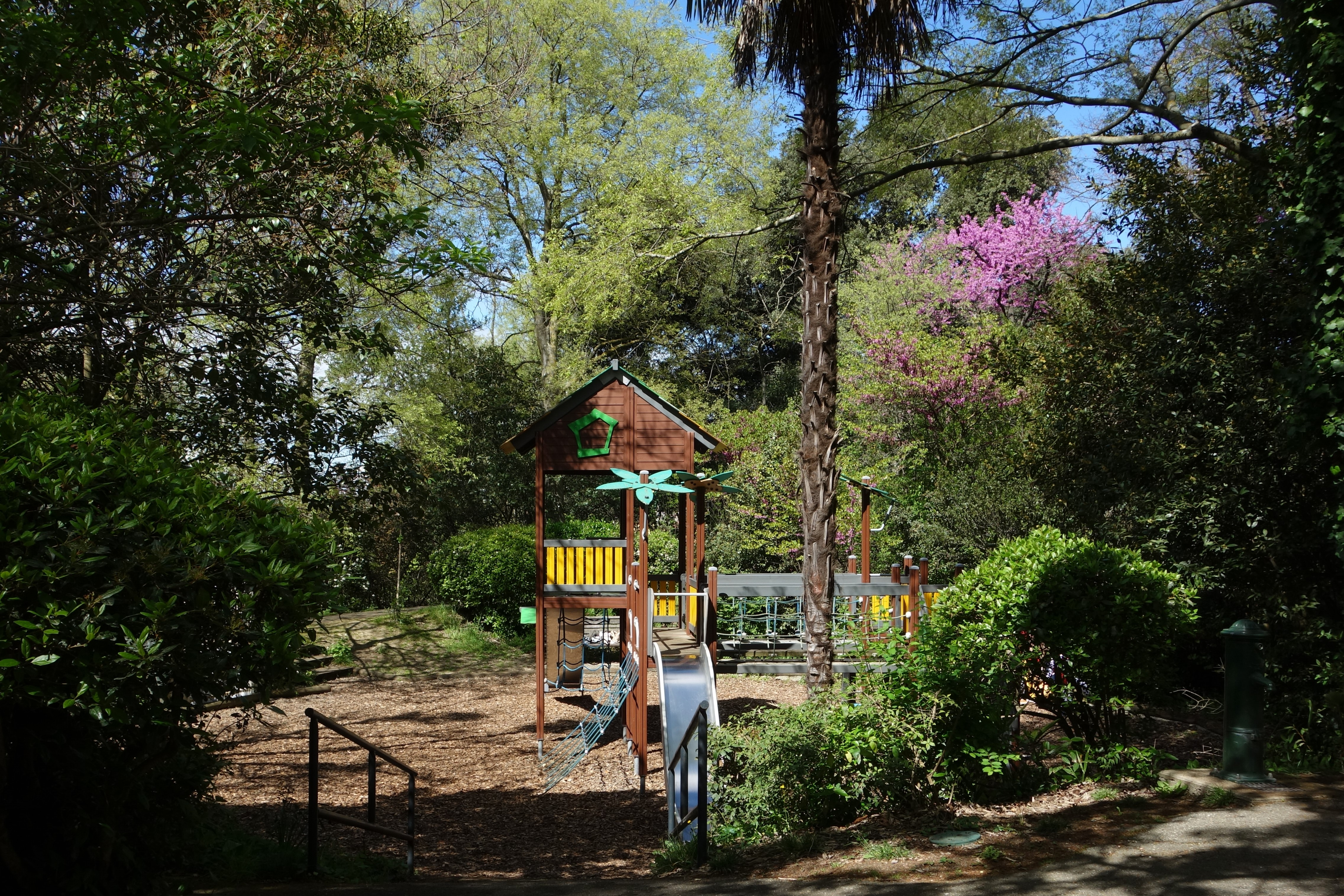
L'aire de jeux du parc Félix-Lavit.

Le parc Marengo est, au milieu du XIXe siècle, une maison de rendez-vous entourée d'un vaste parc et fréquentée par la haute société toulousaine. En 1927, la municipalité d'Étienne Billières, grâce aux efforts déployés par Félix Lavit (1890-1930), adjoint au maire et habitant du quartier, acquiert le parc qui avait été laissé à l'abandon afin d'en faire un jardin public. Aménagé entre 1928 et 1930, il prend le nom de Félix Lavit en 1931, peu après sa mort.
Il conserve plusieurs arbres anciens, parmi lesquels un cèdre et un acacia, mais aussi des micocouliers, des cyprès, des ormeaux, des érables, des palmiers, des marronniers et des arbres de Judée. Il compte également une aire de jeux pour enfants. L'entrée se fait par un escalier à l'angle de la rue Urbain-Le Verrier. Il existe deux autres entrées, rue Urbain-Le Verrier face à la rue Félix-Lavit, et rue Léon-Jouhaux.
- Espaces François-Laffont.
La maison, construite dans la deuxième moitié du XIXe siècle[7], abrite la salle Félix-Lavit, devenue en 2018 les Espaces François-Laffont, deux salles de quartier accessibles aux associations de quartier et le siège départemental de la Fédération nationale des anciens combattants en Algérie, Maroc et Tunisie (FNACA).

### Œuvres publiques
- Rideaux d'eau. 
L'œuvre est installée en 2001, lors de l'aménagement de la zone d'aménagement concerté Marengo. Elle s'élève au carrefour du boulevard de Marengo, au niveau de la place de l'Ordre-national-du-Mérite. Elle consiste en cinq blocs de pierre, polis et striés sur certaines faces. Ils sont reliés entre eux par des jets d'eau qui surgissent des grilles posées au sol[8].

- mémorial des anciens combattants d'Afrique du nord. 
Le mémorial est inauguré le 23 octobre 2010, en mémoire des soldats de Haute-Garonne morts durant la guerre d'Algérie et les conflits au Maroc et en Tunisie. Le projet en avait été porté par l'Office national des anciens combattants. Il est réalisé par l'artiste toulousain Damien Aspe. Le monument consiste en un monolithe de verre qui conserve du sable provenant de plusieurs sites d'Afrique du nord. Il est dressé au centre d'un bassin en granit noir où sont gravés les noms des 195 soldats[9].